# Marius van Haaften
Marius van Haaften (Deventer, 13 juli 1880 – De Steeg, villa Klein Duimpje (gem. Rheden), 24 juni 1957) was actuaris en hoogleraar in de verzekeringswiskunde (ook wel actuariële wiskunde genoemd; het is een onderdeel van de financiële wiskunde) aan de Vrije Universiteit Amsterdam.

## Leven en werk
Na de lagere school volgde Van Haaften voortgezet onderwijs op het Arnhemsch Gymnasium (het huidige Stedelijk Gymnasium Arnhem) en studeerde daarna wis- en natuurkunde aan de Universiteit Leiden. Tijdens zijn studie werkte hij ook als actuarieel rekenaar. In Leiden volgde hij onder meer ook colleges staatsrecht bij Oppenheim. Het was in Leiden niet mogelijk bij Kluijver te promoveren op een actuarieel onderwerp. Hij vond evenwel professor Willem Kapteyn van de Universiteit Utrecht bereid om als zijn promotor op te treden. In 1912 promoveerde hij aldaar op het proefschrift met de titel Beschouwingen over politieke rekenkunde.
Na zijn doctoraal examen in 1908 was Van Haaften al in dienst getreden als wiskundig beambte bij de Hollandsche Societeit van Levensverzekeringen N.V. Anno 1807. Na zijn promotie werd hij daar adjunct-wiskundig adviseur, als assistent van de wiskundig adviseur van dat bedrijf, prof. dr. A.J. van Pesch, die hij na diens overlijden in 1916 opvolgde. Van 1927 tot 1950 was Van Haaften directeur van de Hollandsche Sociëteit.
Van Haaften werd op 6 september 1927 benoemd tot lid van de gemeenteraad van Amsterdam, maar vanwege zijn benoeming als directeur van de Hollandsche Sociëteit beëindigde hij op 8 november van datzelfde jaar zijn politieke loopbaan.
Van Haaften behoorde tot de eerste groep militair-dienstplichtigen (hij was bij de infanterie) die de rang van reserve-kolonel bereikten. In 1935 werd hij Officier in de Orde van Oranje-Nassau (met de Zwaarden). Bij zijn afscheid als directeur van de Hollandsche Sociëteit werd hij Ridder in de Orde van de Nederlandse Leeuw.
Ook het onderwijs aan jongeren ging hem ter harte. Hij maakte van 1928–1936 deel uit van het bestuur van het Gereformeerd Gymnasium in Amsterdam. Verder was hij ook lange tijd bestuurslid van de Nederlandse Vereeniging ter Bevordering van het Levensverzekeringswezen (NVBL). Tevens was hij lid van de Raad van Bijstand van de Kamer van Koophandel en Fabrieken voor Noord-Holland , commissaris voor de Nederlandsche Maatschappij voor Volkshuisvesting N.V. te Amsterdam, adviseur van de Samarang Joana Stoomtram Mij., wiskundig adviseur van de minister van koloniën , later overzeese gebiedsdelen, ouderling der Nederduitsch Hervormde Gemeente, directeur van het Gereformeerd Gymnasium te Amsterdam, voorzitter van de afdeling Amsterdam der Algemene Vereeniging van Verlofs-Officieren (Reserve-Officieren).
Van 1924 tot 1928 was hij secretaris van het Wiskundig Genootschap (KWG), waarvan hij in een van zijn publicaties de geschiedenis schreef.
Van Haaften was ook wiskundig adviseur en bestuurslid van diverse maatschappelijke instellingen, o.a. van de Pensioenraad der Nederlands Hervormde Kerk en van de Kamer van Koophandel en Fabrieken in Amsterdam.
In 1930 startte de Vrije Universiteit met de faculteit voor wis- en natuurkunde. En bij die start kreeg Van Haaften een deeltijdaanstelling als bijzonder hoogleraar in de verzekeringswiskunde; Jurjen Koksma werd gelijk met hem benoemd als hoogleraar in de wiskunde. De titel van Van Haaftens inaugurele rede, op 10 oktober 1930, was Notatie en methode in de elementaire verzekeringswiskunde. In 1951 ging hij met emeritaat.
Tot op het laatst was Van Haaften hoofdredacteur van De Verzekeringsbode, het officiële orgaan van NVBL, waarin een groot aantal artikelen van zijn hand is verschenen.
Van Haaften werd begraven op begraafplaats Heiderust in Rheden.

## Quote
Ten zeerste heb ik het betreurd, Hooggeleerde Kluyver, dat Gij U niet hebt kunnen vereenigen met mijn voornemen om een proefschrift te schrijven op het gebied der toegepaste wiskunde.
(...)
Een bijzonder woord van dank tot U, Hooggeleerde Kapteyn. Gij hebt er in toegestemd om mijn promotor te zijn, terwijl ik noch van U persoonlijk, noch van de Utrechtsche Universiteit, een leerling was. Ik waardeer dit des te meer, omdat ook voor U het door mij gekozen onderwerp – hoezeer het mij zelf ook ter harte gaat – weinig aantrekkelijks kon hebben.
— Uit de voorrede van Van Haaftens proefschrift —

## Publicaties
Van Haaften heeft meer dan 250 boeken en artikelen op zijn naam staan. Enkele titels daarvan zijn:
- 1912: De Thiende van Stevin
- 1921: Gegevens voor de geschiedenis der intrestrekening in Nederland
- 1924: Nicolaas Struyck en zijn sterftetafels, deel I en II
- 1925: Johan de Witt en de Levensverzekering
- 1929: Leerboek der interestrekening (lange tijd het standaard werk binnen Van Haaftens vakgebied)
- 1936: De oudste geschiedenis der tafels voor samengestelden interest in termijnen
- 1942: De geschiedenis der wettelijke regeling van het levensverzekeringsbedrijf (1881–1918)
- 1943: Elementaire levensverzekeringswiskunde I (deel II verscheen in 1947)
- 1943: Griekse lijfrenten uit 205 v.Chr.
- 1953: Beurskoersenstelsel of contante-waardesysteem
- 1955: Een E-vertelsel betreffende verzekeren, en ander letterkundig spel

## Promovendi
Tot de promovendi van Van Haaften behoorde onder meer de latere hoogleraar J.P. van Rooijen (verzekeringswiskunde, Vrije Universiteit).